# Канадские шашки

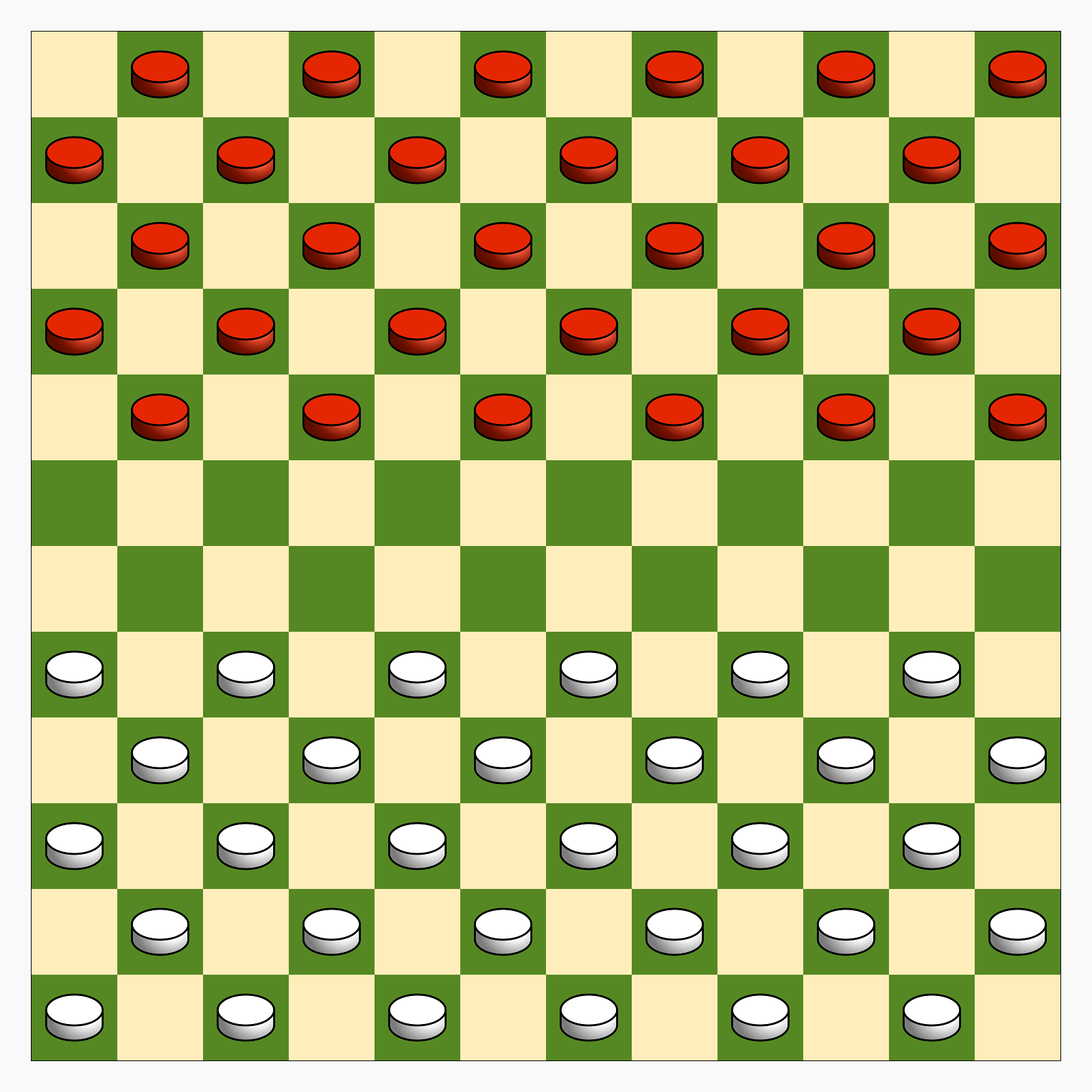
Начальное положение в канадских шашках

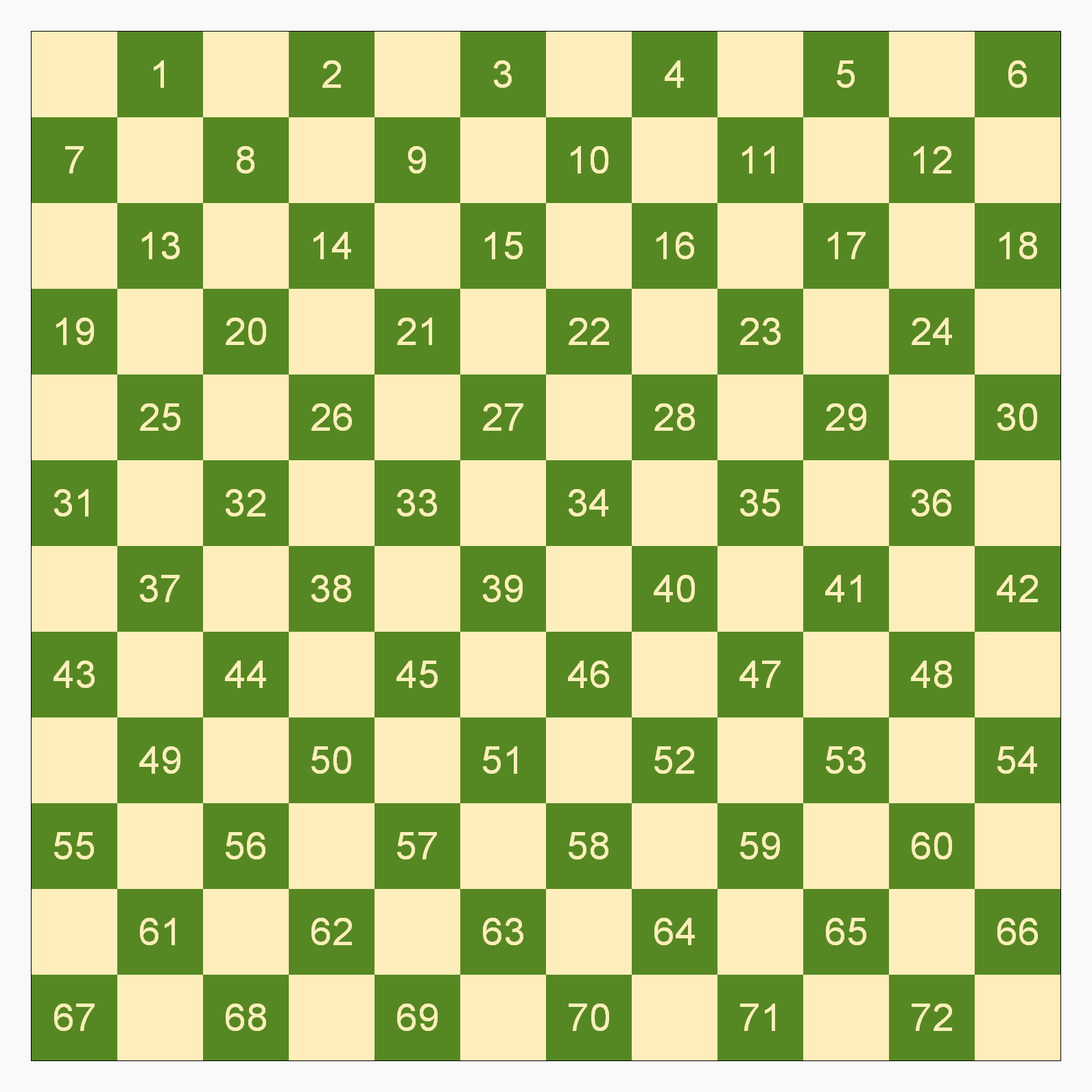
Разметка доски

Канадские шашки — вариант игры в шашки на доске 12х12 с 30 шашками по правилам международных шашек, национальный вид спорта в Канаде. Основное распространение получили во франкоязычных регионах Канады Квебек, Онтарио и Новая Англия в США.

## История
В международные шашки играли французские поселенцы Квебека. Когда появилась идея увеличить размеры доски неизвестно, но в 1805 году в Лондоне уже продавались шашки с доской 12×12.

## Шашки в спорте
Проводятся чемпионаты мира, Америки (с 1904 по 1968), другие турниры . Ряд игроков в канадские шашки добились значительного успеха в 100-клеточные шашки: Рауль Дажне (2-место на ЧМ 1952 года), Вильям Борегар, победивший в матче из 10 партий в 100- и 144-клеточные шашки Бенедикта Шпрингера. Самый известный игрок — Марсель Делорье (1905—1988), чемпион мира в шашки-100 (1956). В Монреале проходит «Мемориал Марселя Делорье», организованный Канадской федерацией шашек (Canadian checker games federation).
Главное спортивное общество — Association quebecoise des joueurs de dames, которая входит в Fédération québécoise des jeux récréatifs и Canadian International Checkers Federation.

## Нотация
Нотация цифровая, аналогичная нотации в международных шашках.

## Компьютерная игра
Канадские шашки реализованы для ряда шашечных программ: Aurora Borealis, Plus300 (из серии Plus600), Checkersland.
В формате записи шашечных партий Portable Draughts Notation они под кодовым обозначением 27: входят в тег GameType.